# Barberton Makhonjwa
Barbeton Makhonjwa – góry w prowincji Mpumalanga w Południowej Afryce i sąsiednim Eswatini, ze względu na swoje walory przyrodnicze w 2018 roku wpisane jako południowoafrykański obiekt z listy światowego dziedzictwa UNESCO. 
Obiekt obejmuje 40% pasa zieleńcowego Barbeton, jednej z najstarszych formacji geologicznych na świecie. Znajdują się tu skały osadowe i wulkaniczne liczące 3,6 do 3,25 miliarda lat.